# Рабочий городок при ГРЭС «Красный Октябрь»
Рабочий городок при ГРЭС «Красный Октябрь» («Свет рабочим») — жилмассив-памятник архитектуры в Санкт-Петербурге, современный адрес домов — Октябрьская набережная, 90, корпуса 1, 2, 3, 4; 92, корпуса 1, 2, 3; 94, корпуса 1, 2, 3; 96, корпуса 1, 2, 3.

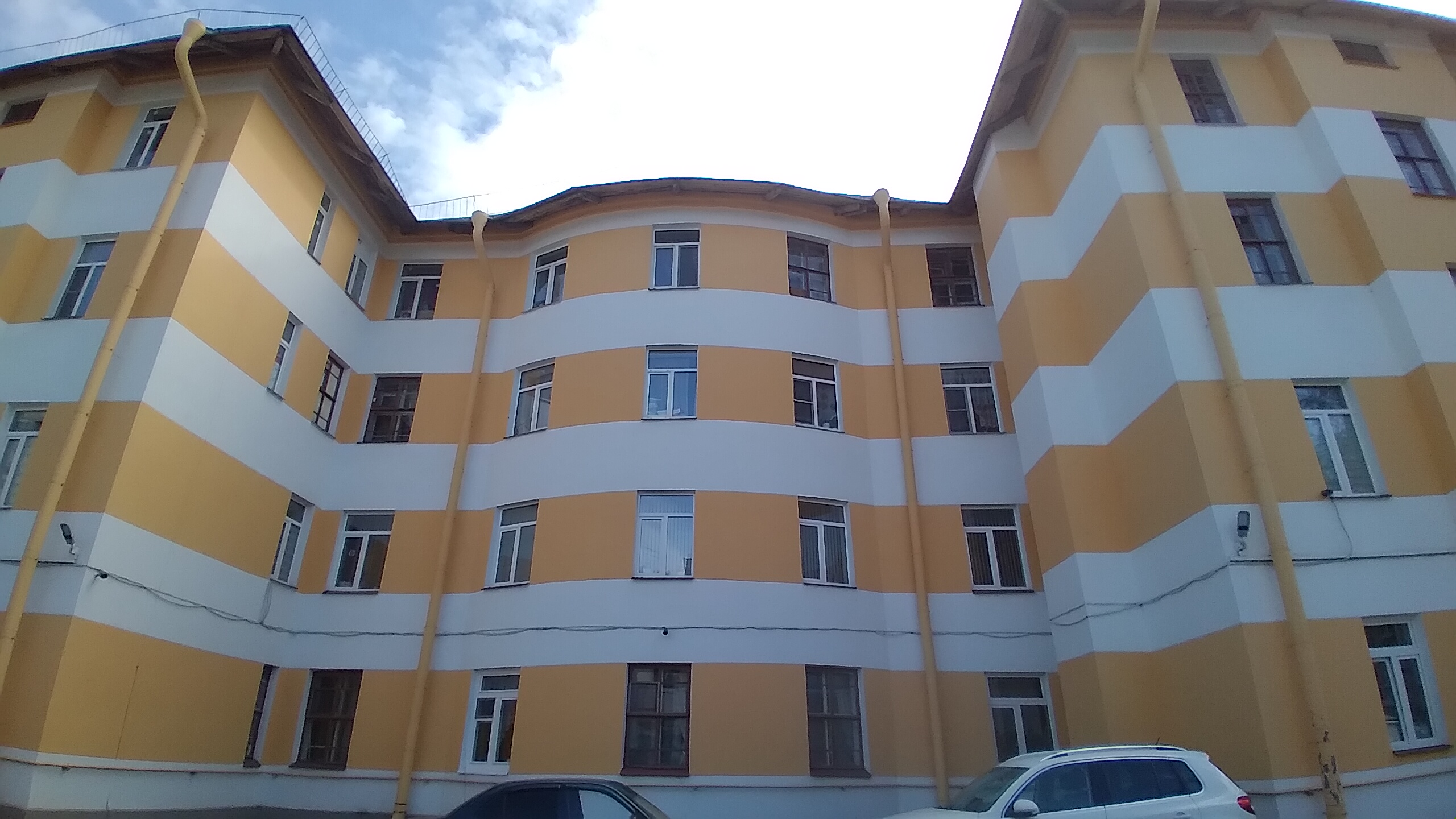
Четырёхэтажный корпус

13 зданий построены для работников 5-й ГЭС «Красный Октябрь» Г. Д. Гриммом и В. А. Альвангом в 1926—1933 (по другим данным, в 1926—1928) годах. В составе городка — четырёхэтажный дом с хозблоком и по шесть трёхэтажных П-образных в плане домов двух типов. В середине дома обустроена лестничная клетка, выходящая на оба фасада, по сторонам от неё — двухкомнатные квартиры. У одного из типов домов — высокая вальмовая крыша с чердаком, у второго — чердака нет, крыша низкая (вероятно, изначально плоская и позднее изменённая). Четырёхэтажный дом в плане тоже П-образный, но соединяющая ризалиты стена изогнута дугой. У зданий большие окна, балконы расположены по углам, монотонная окраска разбита цветными лентами. Дома с вальмовой крышей стоят в строчку вдоль набережной и по западной линии, дома с двускатной образуют внутриквартальную застройку, замкнутую четырёхэтажным зданием.
Согласно Валерию Исаченко и Александру Стругачу, в комплексе реализовано стремление «скрестить консервативный язык традиционалистской архитектуры лидвалевского вкуса со злободневными мотивами раннемодернистской архитектуры».